# Populační exploze
Populační exploze je období, dochází k velice rychlému, až skokovému, nárůstu populace v daném regionu. Je způsobena rychlým poklesem úmrtnosti (mortality) při zachování zachování vysoké porodnosti (natality). Snížení úmrtnosti je zpravidla způsobeno zlepšením životních podmínek obyvatel a modernizací zdravotnictví (především v rozvojových regionech). Vysoká porodnost je pak zpravidla způsobena přetrvávajícími zvyky obyvatelstva a k jejímu snižování tak dochází zpravidla až po výměně jedné či dvou generací (20 až 40 let) od snížení úmrtnosti. Během této doby výrazně vzroste počet obyvatel v daném regionu, často na dvojnásobek za dvacet let. Často bývá spojen s negativy jako přelidnění, hladomory a časový nesoulad růstu populace a jejích ekonomických schopností.
Často se jedná o první část demografického přechodu (demografické revoluce), hlavně u rozvojových zemí.